# Heinrich Wienken

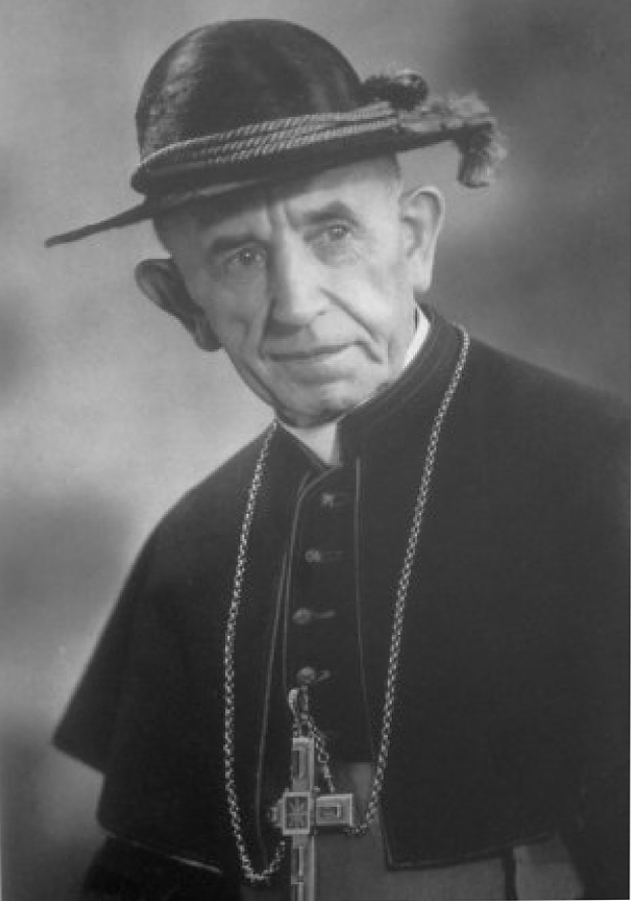
Bischof Heinrich Wienken

Heinrich Wienken (* 14. Februar 1883 in Stalförden bei Molbergen, Kreis Cloppenburg; † 21. Januar 1961 in Berlin) war von 1951 bis 1957 Bischof von Meißen.

## Leben
Heinrich Wienken empfing am 6. Juni 1909 in Münster die Priesterweihe. Er war anschließend als Kaplan in Münster tätig. 1912 wechselte er nach Berlin und wirkte bis 1916 als Kaplan und Jugendseelsorger der Parrei St. Sebastian im Wedding. Ab 1916 war er zunächst stellvertretender Leiter des Berliner Caritasverbandes und von 1922 bis 1946 als Caritasdirektor Leiter der Berliner Hauptvertretung des Deutschen Caritasverbandes, von 1924 bis 1930 gemeinsam mit dem vor allem für die politischen Kontakte zuständigen Caritasdirektor Johannes van Acken.
1930 wurde er zum Päpstlichen Geheimkämmerer und 1934 zum Hausprälaten Seiner Heiligkeit ernannt.
1937 wurde er aufgrund der vom NS-Regime erzwungenen Abwesenheit des Meißner Bischofs Petrus Legge zum Koadjutorbischof des Bistums Meißen und zum Titularbischof von Arethusa ernannt. Am 11. April 1937 empfing Wienken im Dom zu Münster vom späteren Kardinal Clemens August Graf von Galen die Bischofsweihe; Mitkonsekratoren waren Joseph Godehard Machens, der Bischof von Hildesheim, und Heinrich Roleff, Weihbischof in Münster. Sein Wahlspruch lautete Vitam impendere vero („Das Leben der Wahrheit weihen“). Er wirkte bis November 1937 in Bautzen.
Nach der Rückkehr des Meißner Bischofs aus der NS-Inhaftierung kehrte Wienken nach Berlin zurück und führte dort als Leiter des Bischöflichen Kommissariates der Fuldaer Bischofskonferenz die Verhandlungen zwischen der katholischen Kirche und der nationalsozialistischen Regierung.

### Erleichterungen für katholische Geistliche im Pfarrerblock des KZ Dachau
Wienken erreichte durch seinen Einsatz eine Reihe Erleichterungen für die geistlichen Häftlinge im Pfarrerblock des Konzentrationslagers in Dachau
- Zusammenführung der Geistlichen aus dem Machtbereich Hitlers.
- Erlaubnis der Errichtung einer Kapelle im Priesterblock.
- Arbeitsbefreiung.
- Brevierspende für die Priester.
- Kakao und Weinspende der deutschen Bischöfe.
- Entlassung von 90 % der Priester kurz vor Kriegsende.

### Schutz von NS-Opfern
Er schützte zahlreiche Verfolgte des NS-Regimes und trat in den Kriegsjahren für Notleidende und Inhaftierte ein. Dabei galt sein besonderes Augenmerk den wegen jüdischer Abstammung bedrohten Christen. Insbesondere kümmerte er sich hier um die Schule, schrieb Lehrbücher, betätigte sich aber auch theologisch.
Am 16. Oktober 1941 sprach Wienken zusammen mit dem Schöneberger Pfarrer Adolf Kurtz bei Adolf Eichmann vor; so konnte Kurtz die 1939 für die aus dem öffentlichen Schulwesen als „Juden“ vertriebenen christlichen Kinder jüdischer Herkunft eingerichtete „Familienschule Oranienburger Straße“ vorerst weiterführen, deren Schließung bereits angeordnet gewesen war.
Anlässlich der Gewitteraktion im August 1944 bat ihn am 31. August 1944 Kardinal Josef Frings für Konrad Adenauer und andere verhaftete Persönlichkeiten um Vorsprache im Reichssicherheitshauptamt.
Nach Ende des Zweiten Weltkrieges führte er die Verhandlungen zwischen katholischer Kirche und Sowjetischer Militäradministration und war Kontaktmann zum Alliierten Kontrollrat. Von 1949 bis 1951 war er Beauftragter der katholischen Kirche bei der DDR-Regierung.
Am 9. März 1951 übernahm er das Amt als Bischof von Meißen. Er kehrte nach seinem krankheitsbedingten Rücktritt am 19. August 1957 nach Berlin zurück. Er wurde am gleichen Tag zum Titularerzbischof von Mocissus ernannt.